# 約翰·卡薩維蒂
約翰·尼古拉斯·卡薩維蒂（英語：John Nicholas Cassavetes，1929年12月9日—1989年2月3日）是一位美國電影導演、演員與製作人，被認為是美國獨立電影的先驅。1980年，他執導的《女煞葛洛莉》獲得威尼斯影展金獅獎。

## 作品
作為演員
- 1951年：《十四小時》（Fourteen Hours）
- 1953年：《的士艷事（英语：Taxi (1953 film)）》（Taxi）
- 1955年：《驚心重重》（The Night Holds Terror）
- 1956年：《街頭爭霸》（Crime in the Streets）
- 1957年：
  - 《黑白金剛（英语：Edge of the City）》（Edge of the city）
  - 《哈瓦那事件（英语：Affair in Havana）》（Marvin & Tige）
- 1958年：
  - 《風中雙騎》（Saddle the Wind）
  - 《世外桃源（英语：Virgin Island (film)）》（Virgin Island）
- 1959年：《影子（英语：Shadows (1959 film)）》（Shadows）
- 1961年：《慢奏藍調》（Too Late Blues）
- 1962年：《韋伯斯特男孩》（The Webster Boy）
- 1963年：《天下父母心》（A Child Is Waiting）
- 1964年：《財色驚魂（英语：The Killers (1964 film)）》（The Killers）
- 1967年：
  - 《魔鬼天使》（Devil's Angels）
  - 《十二金剛》（The Dirty Dozen） - 提名奧斯卡最佳男配角獎、提名金球獎最佳電影男配角
- 1968年：
  - 《失嬰記》（Rosemary's Baby）
  - 《羅馬飛車賊》（Roma come Chicago）
- 1969年：
  - 《鋌而走險（英语：Gli intoccabili (film 1969)）》（Gli intoccabili）
  - 《何日卿再來（英语：If It's Tuesday, This Must Be Belgium）》（If it's Tuesday, this must be Belgium）
- 1970年：《大丈夫（英语：Husbands (film)）》（Husbands）
- 1971年：《米妮與莫斯寇維茲》（Minnie and Moskowitz）
- 1975年：《霸王卡彭》（Capone）
- 1976年：
  - 《兩分鐘警告》（Two-Minute Warning）
  - 《麥基與尼基》（Mikey and Nicky）
- 1977年：
  - 《英雄（英语：Heroes (1977 film)）》（Heroes）
  - 《首演之夜（英语：Opening Night (1977 film)）》（Opening Night）
- 1978年：
  - 《怒火特攻隊（英语：The Fury (film)）》（The Fury）
  - 《目標大作戰》（Brass Target）
- 1981年：《這究竟是誰的生命（英语：Whose Life Is It Anyway? (film)）》（Whose Life Is It Anyway?）
- 1982年：
  - 《連環煞（英语：Incubus (1981 film)）》（The Incubus）
  - 《暴風雨》（Tempest）
  - 《理髮》（The Haircut）
- 1983年：《馬文和泰格》（Marvin & Tige）
- 1984年：《愛的激流》（Love Streams）

作為導演
- 1959年：《影子》（Shadows）- 提名英國電影學院獎最佳影片
- 1961年：《慢奏藍調》（Too Late Blues）
- 1963年：《天下父母心》（A Child Is Waiting）
- 1968年：《面孔（英语：Faces (1968 film)）》（Faces）- 提名奧斯卡最佳原創劇本獎
- 1970年：《大丈夫（英语：Husbands (film)）》（Husbands）- 提名金球獎最佳劇本
- 1971年：《米妮與莫斯寇維茲》（Minnie and Moskowitz）
- 1974年：《權勢下的女人》（A Woman Under the Influence）- 提名奧斯卡最佳導演獎、提名金球獎最佳劇本、提名金球獎最佳導演
- 1976年：《暗殺中國賭徒事件》（The Killing of a Chinese Bookie）
- 1977年：《首演之夜（英语：Opening Night (1977 film)）》（Opening Night）
- 1980年：《女煞葛洛莉（英语：Gloria (1980 film)）》（Gloria）- 獲得威尼斯影展金獅獎、提名奧斯卡最佳女主角獎
- 1984年：《愛的激流》（Love Streams）- 獲得柏林影展金熊獎
- 1986年：《大麻煩（英语：Big Trouble (1986 film)）》（Big Trouble）

## 外部連結
- 約翰·卡薩維蒂在互联网电影资料库（IMDb）上的資料（英文）
- 互聯網百老匯資料庫（IBDB）上約翰·卡薩維蒂的資料（英文）
- 在Find a Grave上的約翰·卡薩維蒂
- Ray Carney's The John Cassavetes Pages （页面存档备份，存于）
- Bright Lights Film Journal:Review of Criterion's Box Set Five Films[永久]